# Phytomyza californica
Phytomyza californica este o specie de muște din genul Phytomyza, familia Agromyzidae, descrisă de Griffiths în anul 1974.
Este endemică în California. Conform Catalogue of Life specia Phytomyza californica nu are subspecii cunoscute.